# アルメーノ
アルメーノ（伊: Armeno）は、イタリア共和国ピエモンテ州ノヴァーラ県にある、人口約2,200人の基礎自治体（コムーネ）。

## 地理

### 位置・広がり
| 隣接するコムーネは以下の通り。括弧内のVBはヴェルバーノ・クジオ・オッソラ県所属を示す。 - アメーノ - ブロヴェッロ＝カルプニーノ (VB) - コラッツァ - ジニェーゼ (VB) - マッシーノ・ヴィスコンティ - ミアジーノ - ネッビウーノ - オメーニャ (VB) - ペッテナスコ - ピザーノ. |

## 行政

### 分離集落
アルメーノには、以下の分離集落（フラツィオーネ）がある。
- Bàssola, Chéggino, Coiromonte, Sovazza